# Hilpertia velenovskyi
Hilpertia velenovskyi är en bladmossart som beskrevs av Robert Zander 1989. Hilpertia velenovskyi ingår i släktet Hilpertia och familjen Pottiaceae. Inga underarter finns listade i Catalogue of Life.